# Prunus ferruginea
Prunus ferruginea är en rosväxtart som först beskrevs av Nicolas Charles Seringe, och fick sitt nu gällande namn av Ernst Gottlieb von Steudel. Prunus ferruginea ingår i släktet prunusar, och familjen rosväxter. Inga underarter finns listade i Catalogue of Life.